# کلینت هاوارد
کلینت هاوارد (انگلیسی: Clint Howard؛ زادهٔ ۲۰ آوریل ۱۹۵۹) هنرپیشه اهل ایالات متحده آمریکا است. وی از سال ۱۹۶۲ میلادی تاکنون مشغول فعالیت بوده‌است.

## بخشی از فیلمشناسی
- کتاب جنگل (۱۹۶۷)
- جنتل جاینت (۱۹۶۷)
- دبیرستان راک اند رول (۱۹۷۹)
- پیله (۱۹۸۵)
- گانگ هو (۱۹۸۶)
- اسلج همر! (۱۳۸۶)
- شبح (۱۹۸۶)
- آخر خط (۱۹۸۷)
- آزادراه (۱۹۸۸)
- پدر و مادری (۱۹۸۹)
- تانگو و کش (۱۹۸۹)
- بازافروختگی (۱۹۹۱)
- دور و دورتر (۱۹۹۲)
- گوشت‌خزندگان (۱۹۹۳)
- کنه (۱۹۹۳)
- مقاله (۱۹۹۴)
- آپولو ۱۳ (۱۹۹۵)
- آن کاری که می‌کنی! (۱۹۹۶)
- قلاب ستاره‌ها را باز کنید (۱۹۹۶)
- آستین پاورز: مرد بین‌المللی رمز و راز (۱۹۹۷)
- شفق (۱۹۹۸)
- اد تی‌وی (۱۹۹۹)
- آستین پاورز: جاسوسی که مرا تکان داد (۱۹۹۹)
- چگونه گرینچ کریسمس را دزدید (۲۰۰۰)
- پرش سگ من (۲۰۰۰)
- آستین پاورز: در عضو طلایی (۲۰۰۲)
- گربه کلاه‌به‌سر (۲۰۰۳)
- گم‌شده (۲۰۰۳)
- مرد سیندرلایی (۲۰۰۵)
- شوخی با دیک و جین (۲۰۰۵)
- هالووین (۲۰۰۷)
- فراست/نیکسون (۲۰۰۸)
- شب در موزه: نبرد اسمیتسونین (۲۰۰۹)
- معضل (۲۰۱۱)
- خانواده‌های دیوانه (۲۰۱۷)